# Val-d’Or
Val-d’Or ist eine Stadt im Westen der kanadischen Provinz Québec. Sie liegt in der Verwaltungsregion Abitibi-Témiscamingue, etwa 530 km nordwestlich von Montreal. Der Verwaltungssitz der regionalen Grafschaftsgemeinde (municipalité régionale du comté) La Vallée-de-l’Or hat eine Fläche von 3550,70 km² und zählt 32.491 Einwohner (Stand: 2016).

## Geographie
Der Name der Stadt bedeutet zwar übersetzt „Goldtal“, Val-d’Or liegt aber auf einer weitläufigen, leicht welligen Ebene des Kanadischen Schilds. Das Stadtzentrum wird im Westen und Norden von drei Seen begrenzt, dem Lac Lemoine, dem Lac De Montigny und dem Lac Blouin. Alle drei gehören zum Einzugsgebiet des Rivière Harricana, der nach Norden zur James Bay fließt. Der östliche Teil des überwiegend bewaldeten Stadtgebiets gehört zum Einzugsgebiet des Rivière Bell, der südliche Teil mit dem Réservoir Decelles zu jenem des Ottawa. Ein bedeutendes Schutzgebiet ist die Réserve écologique des Caribous-de-Jourdan.
Nachbargemeinden sind La Corne und Barraute im Norden, Belcourt und die Pfarrgemeinde Senneterre, die Stadt Senneterre im Osten, Lac-Metei, Réservoir-Dozois und Lac-Granet im Südosten, Les Lacs-du-Témiscamingue im Süden, Rouyn-Noranda, Rivière-Héva und Malartic im Westen sowie La Motte im Nordwesten. Im östlichen Teil des Stadtgebiets befindet sich die 3,2 km² große Enklave Lac-Simon, ein Indian reserve der Algonkin.

## Geschichte

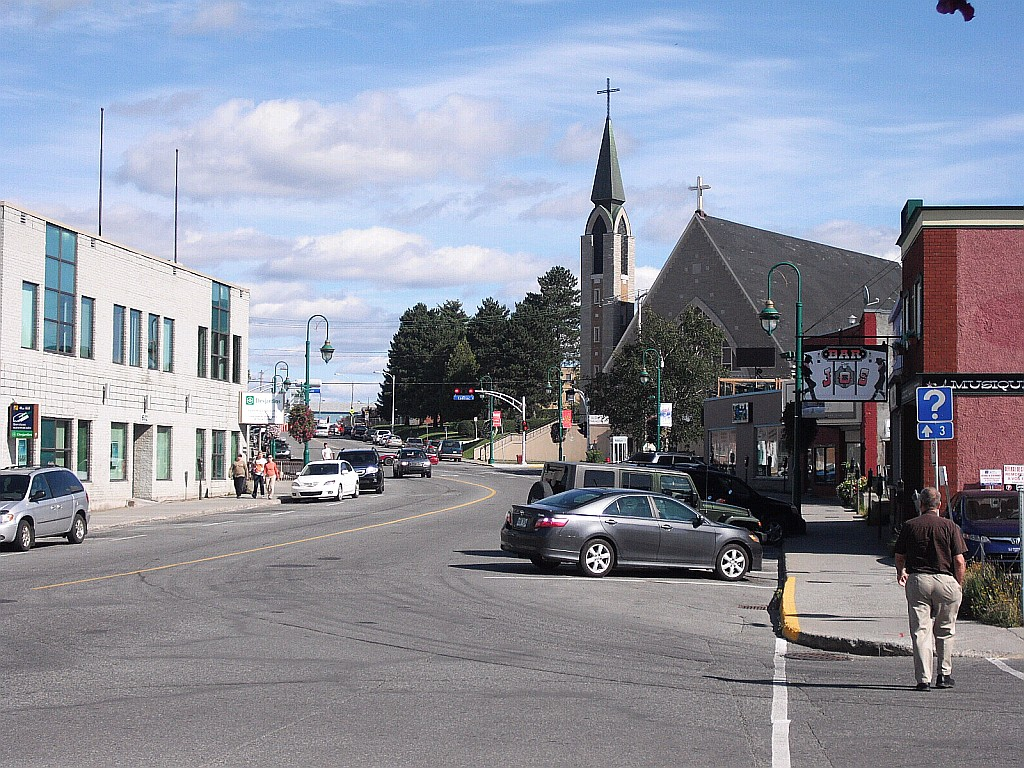
Stadtzentrum von Val-d’Or

In der zuvor weitgehend unberührten, nur von wenigen Algonkin bewohnten Gegend begannen Prospektoren zu Beginn des 20. Jahrhunderts detaillierte geologische Erkundungen vorzunehmen, da sie hier reiche Vorkommen an Bodenschätzen vermuteten. 1911 stieß man am Lac De Montigny auf Gold, woraufhin das Unternehmen Sullivan Consolidated die erste Mine in Betrieb nahm. Weitere Minengesellschaften folgten diesem Beispiel. Als die Vereinigten Staaten 1934 den Dollar durch die Erhöhung des Goldpreises abwerteten, führte dies im Westen Québecs zu einem Boom in der Goldförderung. Die kleine Bergarbeitersiedlung Val-d’Or wuchs derart stark an, dass sie 1935 zur Gemeinde erklärt wurde und bereits zwei Jahre später den Stadtstatus erhielt. 1954 errichteten die kanadischen Streitkräfte einen Luftwaffenstützpunkt, der bis Mitte der 1970er Jahre in Betrieb war. Die Gemeinden Bourlamarque und Lac-Lemoine fusionierten 1968 mit Val-d’Or. 2002 schlossen sich auch Sullivan, Dubuisson, Val-Senneville und Vassan mit Val-d’Or zusammen.

## Bevölkerung
Gemäß der Volkszählung 2011 zählte Val-d’Or 31.862 Einwohner, was einer Bevölkerungsdichte von 9,0 Einw./km² entspricht. 94,3 % der Bevölkerung gaben Französisch als Hauptsprache an, der Anteil des Englischen betrug 2,9 %. Als zweisprachig (Französisch und Englisch) bezeichneten sich 0,7 %, auf andere Sprachen und Mehrfachantworten entfielen 2,1 %. Ausschließlich Französisch sprachen 67,4 %. Im Jahr 2001 waren 94,4 % der Bevölkerung römisch-katholisch, 1,9 % protestantisch und 3,2 % konfessionslos.

## Verkehr und Wirtschaft
Val-d’Or liegt an der Route 117; diese überregionale Hauptstraße verbindet Montreal mit Rouyn-Noranda. Die Route 113 führt in Richtung Chibougamau, die Route 111 nach Amos. Die Stadt ist mit Fernbuslinien erreichbar, während die Bahnstrecke Senneterre–Val-d’Or–Rouyn-Noranda der Canadian National Railway dem Güterverkehr vorbehalten ist. Fünf Kilometer südlich des Stadtzentrums befindet sich ein Regionalflughafen, wo die Fluggesellschaft Air Creebec ihren Hauptsitz hat.
Zwar wird in der Gegend noch immer Gold gefördert, doch der Abbau von unedlen Metallen wie Kupfer, Zink und Blei ist mittlerweile weitaus bedeutender. Auch der Tourismus ist von Bedeutung: Der Themenpark Cité de l’Or in einem stillgelegten Bergwerk erläutert die Geschichte des Goldbergbaus, in der unter Denkmalschutz stehenden Bergarbeitersiedlung Bourlamarque wird der damalige Alltag der Bergleute vorgestellt.

## Bildung
Die Université du Québec en Abitibi-Témiscamingue mit Sitz in Rouyn-Noranda, die zum Verbund der staatlichen Université du Québec gehört, besitzt in Val-d’Or einen zweiten Campus.

## Sport
Bekannteste Sportmannschaft der Stadt ist das Eishockeyteam Foreurs de Val-d’Or in der Ligue de hockey junior majeur du Québec; die Heimspiele werden im Centre Air Creebec ausgetragen, das bis zu 3.500 Zuschauern Platz bietet.

## Persönlichkeiten
- Raôul Duguay (* 1939), Singer-Songwriter und Komponist
- Michel Arcand (* 1949), Filmeditor
- Serge Aubin (* 1975), Eishockeyspieler
- Dan Bouchard (* 1950), Eishockeytorwart und -trainer
- Boris Rousson (* 1970), Eishockeyspieler
- Dany Sabourin (* 1980), Eishockeyspieler
- Sophie Dupuis (* 1986), Drehbuchautorin und Filmregisseurin
- Samuel Henley (* 1993), Eishockeyspieler
- Jérémy Lauzon (* 1997), Eishockeyspieler

## Bilder

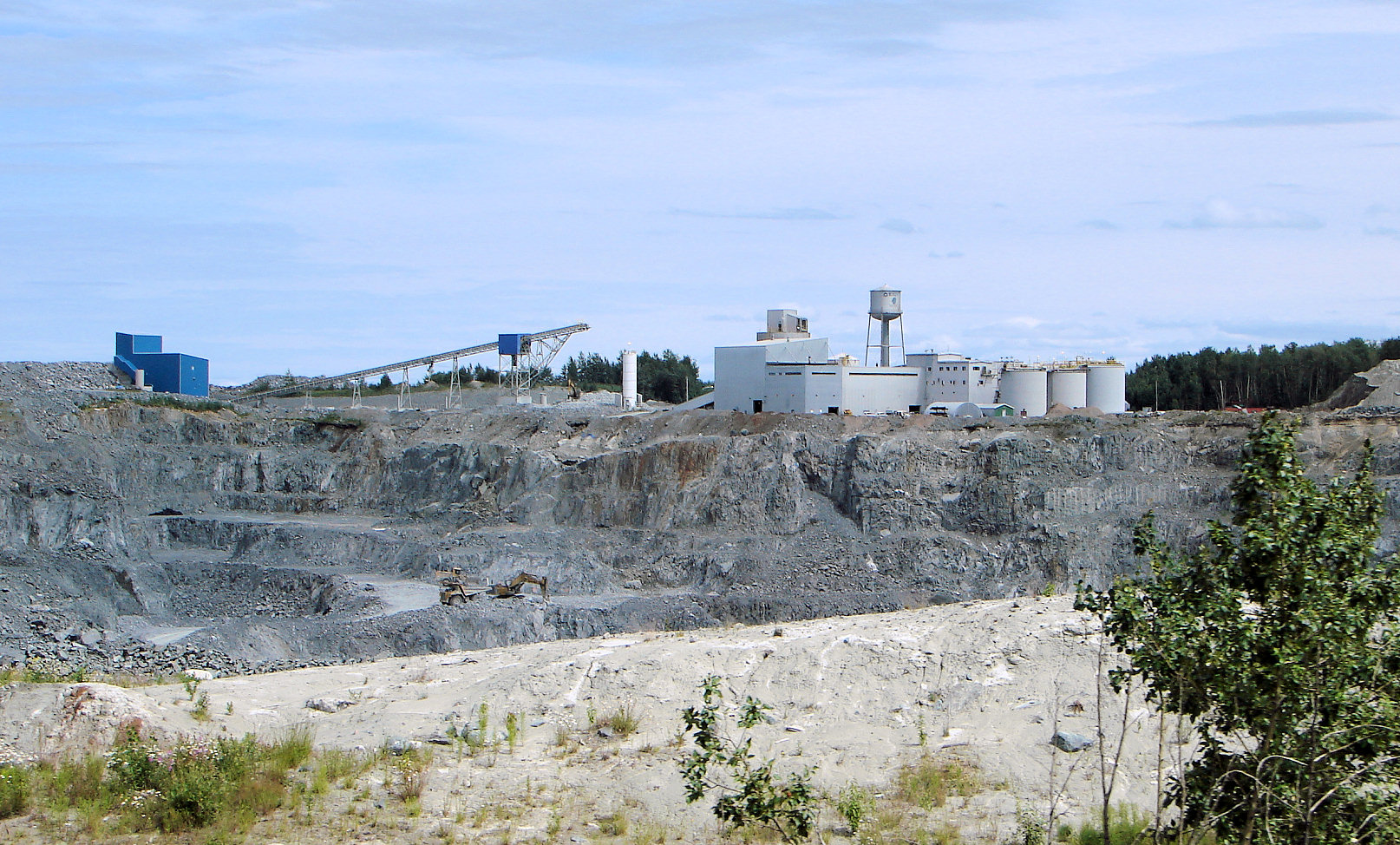
Tagebau bei Val-d’Or
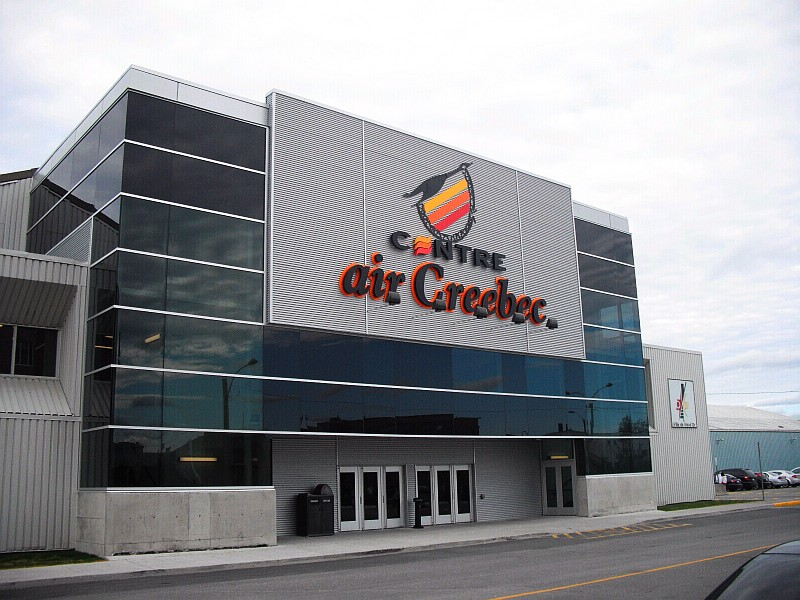
Centre Air Creebec
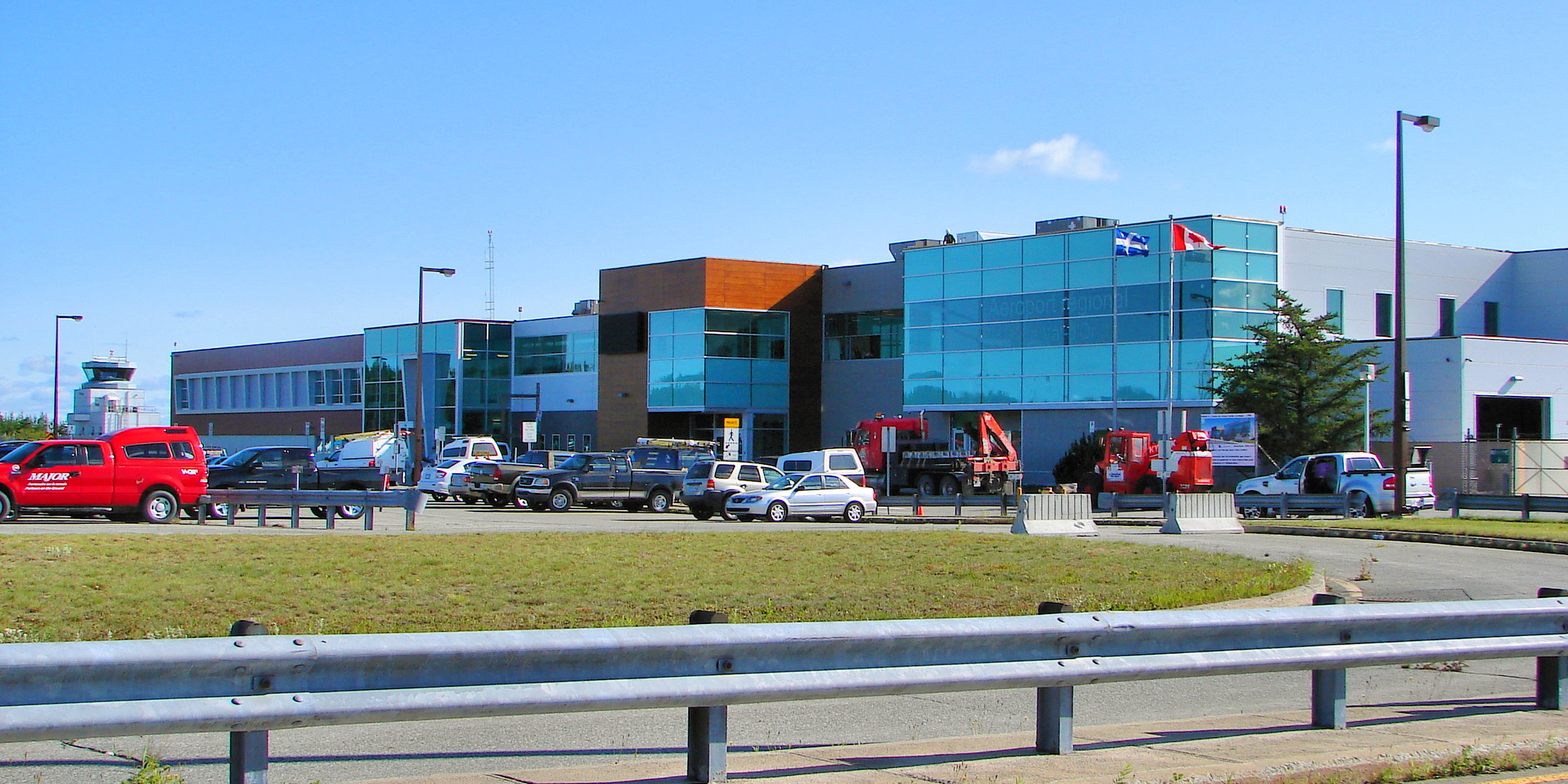
Flughafen von Val-d’Or
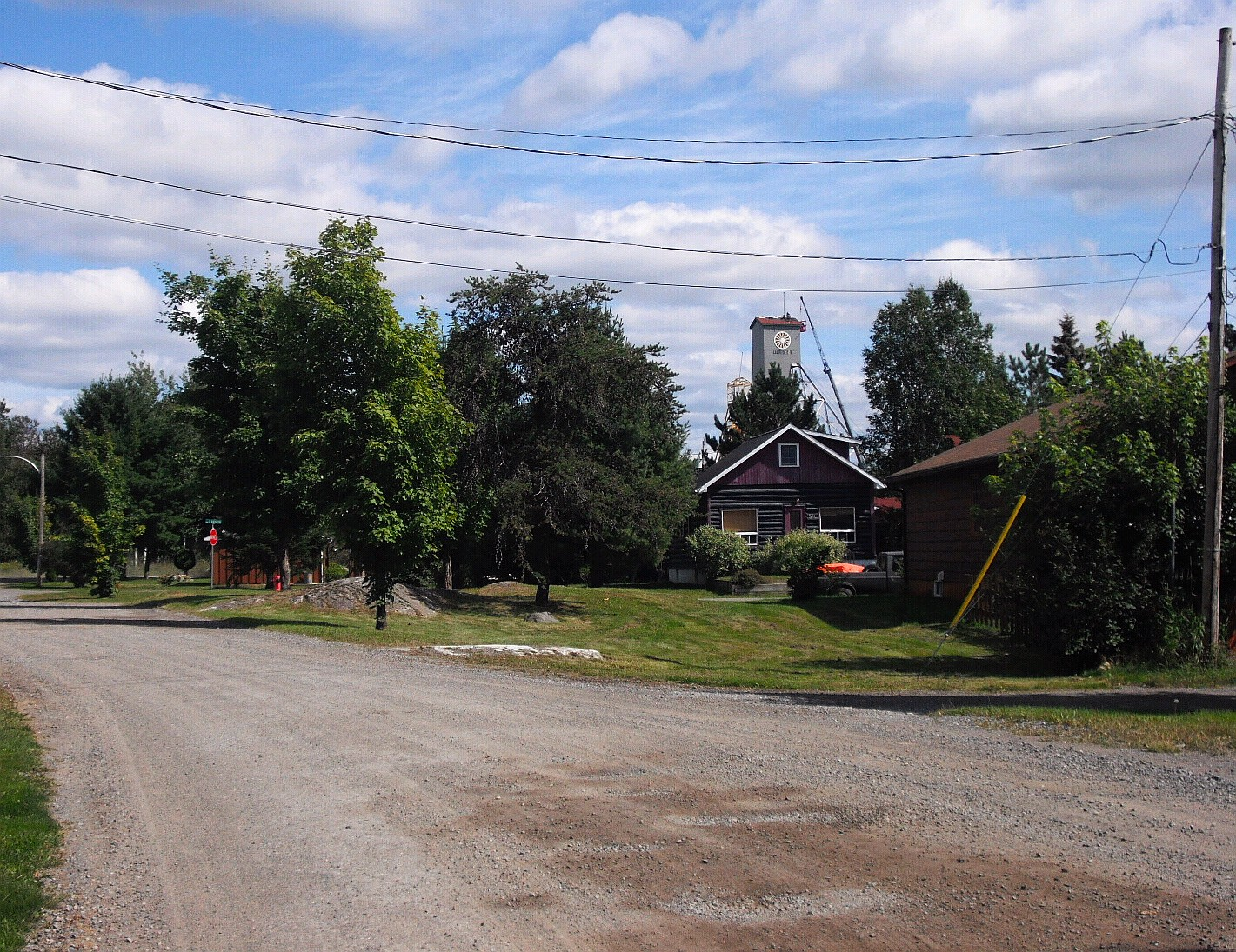
Bergarbeitersiedlung Bourlamarque